# Budynek Sowińskiego 5 w Bydgoszczy

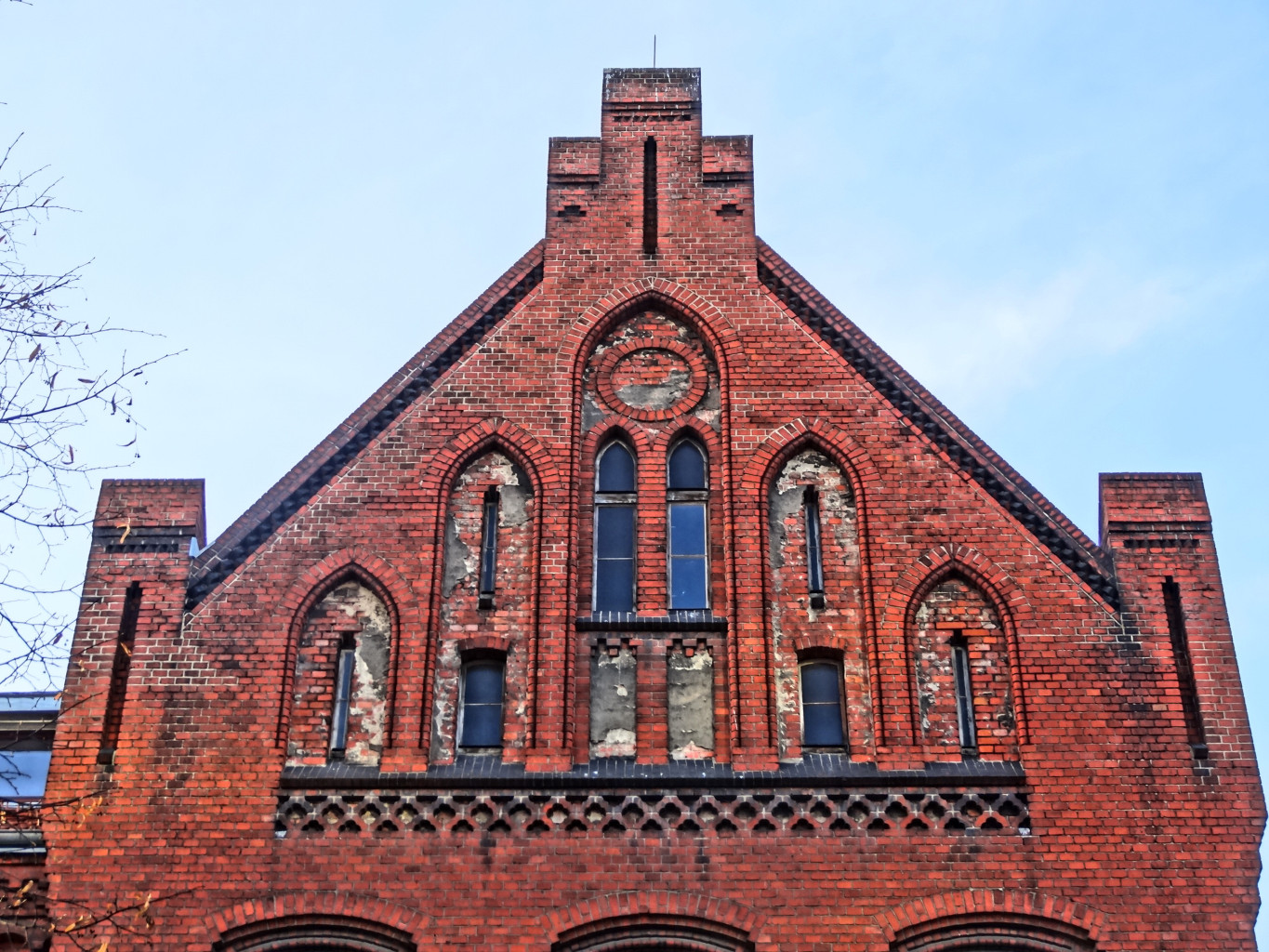
Skrzydło boczne

Budynek Sowińskiego 5 w Bydgoszczy – zabytkowy budynek oświatowy w Bydgoszczy, początkowo szkoła powszechna, od 1963 r. Szkolne Schronisko Młodzieżowe.

## Położenie
Budynek znajduje się w Śródmieściu Bydgoszczy. Stoi w zachodniej pierzei ul. gen. J. Sowińskiego, na wschodnim obrzeżu placu Zbawiciela.

## Historia

### Okres pruski
Budynek został wzniesiony w latach 1896–1898 na siedzibę Podwójnej Szkoły Ludowej nr 6 zwanej „Karlschule”. W dzielnicy Bocianowo od lat 30. XIX wieku działała Szkoła Ludowa przy ul. Dworcowej 82. Najpierw jej siedziba mieściła się w niewielkim budynku, który został poddany znacznej rozbudowie w 1875 roku.
W 1895 r. z inicjatywy miejskiego inspektora szkół ludowych, proboszcza (ewangelickiego) Eduarda Reicherta powstał zamysł budowy nowej szkoły powszechnej dla dzieci zamieszkujących ten gwałtownie rozwijający się rejon miasta. W ciągu 2 lat szukano na obszarze Bocianowa nieruchomości, której położenie odpowiednie byłoby dla przyszłej szkoły. Uwzględniano przy tym teren wyznaczonego w tym czasie nowego okręgu szkolnego, w którym mieszkało ponad 500 dzieci podlegających nauce w szkole ludowej oraz usytuowanie dwóch istniejących już szkół: przy ul. Dworcowej oraz szkoły przy ul. Świętojańskiej. W 1896 r. E. Reichert oraz miejski radca budowlany Carl Meyer podjęli decyzję o budowie szkoły przy placu Zbawiciela (wówczas niem. Karlplatz). Dopiero po kilku latach nieruchomość administracyjnie została przyporządkowana dzisiejszej ulicy J. Sowińskiego. Wybrana parcela była peryferyjnie usytuowana względem okręgu szkolnego, lecz stanowiła własność gminy miasta Bydgoszcz, co pozwoliło uniknąć wykupów terenu.
Zgodnie z pierwotnym założeniem nowy budynek miał być przeznaczony dla podwójnej szkoły ludowej (niem. Doppel Volksschule) – złożonej z dwu oddzielnych szkół, jednej dla dziewcząt i drugiej dla chłopców. Szkoły te miały charakter wielowyznaniowy, w których językiem wykładowym był niemiecki. W publicznych szkołach ludowych kształcono dzieci w wieku od 6 do 14 lat. Uczniowie zdobywali w nich wiedzę w zakresie elementarnym.
Projekt budynku powstał w 1896 roku, prawdopodobnie wykonany przez miejskiego radcę budowlanego Carla Meyera. Wykonawcą robót budowlanych była firma mistrza murarskiego Georga Weiβa. 1 października 1898 roku gmach został oddany do użytku. W budynku istniała równa liczba pomieszczeń i o identycznych funkcjach, przeznaczonych dla obu szkół – męskiej i żeńskiej. Były to: Szósta Chłopięca Szkoła Ludowa (niem. Sechste Knabenvolksschule) i Szósta Dziewczęca Szkoła Ludowa (niem. Sechste Mädchenvolksschule). Rektorem pierwszej szkoły został Wilhelm Augschun, a drugiej Johann Pfefferkorn. Zwyczajową nazwą szkoły stało się określenie „Szkoła Karola” (niem. Karlschule), umieszczone pośrodku elewacji frontowej.
W 1913 r. w związku z problemami lokalowymi urządzono pomocniczy oddział szkolny w kamienicy przy ul. Dworcowej 100, który funkcjonował do 1918 r. Jednocześnie podjęto kroki zmierzające do rozbudowania gmachu w kierunku wschodnim. Autorem projektu został architekt Otto Brecht, który wiosną 1913 r. sporządził plany sześcioklasowego skrzydła z salą gimnastyczną. Projekt został potwierdzony podpisem ówczesnego miejskiego radcy budowlanego Heinricha Metzgera, jednakże ostatecznie do realizacji planu rozbudowy nie przystąpiono.

### Okres międzywojenny
Od 1921 r. w budynku działały dwie niemieckie szkoły, zwane jednakowo Szkoła Powszechna Karola w Śródmieściu. Pierwsza była szkołą katolicką kierowaną przez Pawła Sekurę, która funkcjonowała przynajmniej do 1926 r. Druga była szkołą ewangelicką, pod kierownictwem Fritza Hoppa, istniejącą do 1924 roku. Od 1925 r. mieściła się tu koedukacyjna 7-klasowa polska Szkoła Powszechna im. Henryka Sienkiewicza. W roku szkolnym 1936/1937 dokonano rozdziału na dwie analogiczne szkoły, z tym, że nowa otrzymała imię Józefa Sowińskiego, a jej kierownikiem został Leon Warsiński.

### Okres powojenny
Po 1945 roku w gmachu umieszczono dwie Szkoły Podstawowe nr 2 i nr 3. W ich miejsce od 1959 w nowo powstałym po sąsiedzku budynku przy ul. Fredry 3 rozpoczęła działalność Szkoła Podstawowa nr 39. Z uwagi na bliskość dworca, uczęszczały do niej także dzieci dojeżdżające pociągami z Trzcińca. Szkoła miała charakter sportowy, w związku z czym realizowała ścisłą współpracę z bydgoskim klubem Astoria, w ramach której przez dziesięciolecia uczniowie korzystali z klubowego basenu przy ul. Królowej Jadwigi. W SP 39 uczyła się najlepsza w dziejach bydgoskiego pływania zawodniczka Alicja Pęczak, medalistka mistrzostw Europy. Były tu także klasy kajakarskie. Do szkoły uczęszczał także mieszkający z rodzicami przy ul. Hetmańskiej Tomasz Gollob.
W latach 1962–1963 obiekt przy ul. Sowińskiego został zaadaptowany na Szkolne Schronisko Wycieczkowe. W późniejszym czasie zmodyfikowano jego nazwę na obowiązującą obecnie – Szkolne Schronisko Młodzieżowe. W drugiej połowie lat 80. XX w. dokonano kapitalnego remontu budynku, zaś od lat 90. XX w. prowadzone są na bieżąco zabiegi konserwatorskie.
Z kolei otwarty 1 września 1959 budynek przy ul. Fredry 3, mieszczący przez 60 lat SP nr 39 i krócej gimnazjum nr 25, w latach 2021–2022 poddano kapitalnemu remontowi z przeznaczeniem na XIII Liceum Ogólnokształcące.

## Architektura
Budynek został wzniesiony w stylu historyzującym, z przewagą form neogotyckich. Jest wzniesiony na regularnym rzucie litery „H”, złożony z korpusu głównego rozwiniętego wzdłuż ulicy, z prostopadłymi skrzydłami bocznymi. Posiada piwnice w typie sutereny, dwie kondygnacje oraz użytkowe poddasze.
Trójkondygnacyjne skrzydła boczne zwieńczone są szczytami ze sterczynami po bokach. Szczyty zdobione są ostrołukowymi płycinami. Otwory okienne zamknięto łukiem odcinkowym. Pod oknami I piętra elewacja jest zdobiona geometrycznym fryzem. Na korpusie i skrzydłach znajdują się wysokie dachy dwuspadowe.
Budynek od czasu powstania zachował niezmieniony wygląd zewnętrzny i odpowiada rozwiązaniom architektonicznym popularnie stosowanym w bydgoskich budynkach oświatowych powstałych w 4 ćwierci XIX wieku. Jedynie wnętrza w wyniku kolejnych modernizacji zatraciły swój pierwotny układ pomieszczeń i komunikacji.